# Barbus macrops
Barbus macrops е вид лъчеперка от семейство Шаранови (Cyprinidae). Видът не е застрашен от изчезване.

## Разпространение
Разпространен е в Бенин, Буркина Фасо, Гамбия, Гана, Гвинея, Гвинея-Бисау, Камерун, Кот д'Ивоар, Либерия, Мавритания, Мали, Нигер, Нигерия, Сенегал, Сиера Леоне, Того, Централноафриканска република и Чад.

## Описание
На дължина достигат до 9,8 cm, а теглото им е максимум 8 g.